# Dobíjecí stanice

Znak dobíjecí stanice

Dobíjecí stanice (termín podle zákona č. 311/2006 Sb., o pohonných hmotách) je součást infrastruktury, která slouží pro dobíjení elektromobilů. Je to důležitý prvek elektromobility.

## Způsoby dobíjení
Způsob dobíjení se liší dle výkonu dobíjecí stanice, a tedy i rychlostí dobíjení. Přičemž vyšší rychlost dobíjení zkracuje životnost baterie. Kategorie dobíjecích stanic jsou uvedeny v dokumentu „Pravidla provozování distribučních soustav“ (Energetický regulační úřad 2017). Dobíjecí stanice pro nejvyšší výkony pracují se stejnosměrným proudem (DC) o vyšším napětí, které odpovídá napětí baterie v elektromobilu (např. 500 V). Průběh nabíjení řídí elektronika a příkon není konstantní, např. se zmenšuje v daném rozsahu až k plnému nabití baterie. Normy pro připojení vozidla k dobíjecí stanici jsou mezinárodní: ČSN EN IEC 61851 Systém nabíjení elektrických vozidel vodivým propojením a ČSN EN 62196 Vidlice, zásuvky, vozidlová zásuvková spojení a vozidlové přívodky. Definice kategorií dobíjecích stanic je obsažena v zákoně č. 311/2006 Sb., o pohonných hmotách.

### Dobíjecí stanice DoS1
Jsou určeny pro dobíjení do 3,7 kVA / 16 A při zapojení L-N, případně do 11 kVA při třífázovém zapojení L-L-L-N. Mohou být provozovány bez povolení a bez ohlášení provozovateli distribuční soustavy (PDS). Nemusí být vybaveny monitorovacím zařízením; za případné překročení rezervovaného příkonu odpovídá zákazník. Dobíjení pomocí přenosné nabíječky z klasické zásuvky na 220 V je základní způsob doplňování energie u elektromobilů. Nabíječka je schopna nabíjet maximálně 3,7 kW ze standardní jednofázové zásuvky na 16 A jistič. U vybraných veřejných dobíjecích stanic jsou stále vyvedeny klasické zásuvky.
Některé elektromobily a plug-in hybridy jsou kompatibilní s běžnými přenosnými nabíječkami.

### Dobíjecí stanice DoS2
Jedná se o domácí wallboxy (nad 3.7 do 22,0 kW), které jsou umístěny v domácnostech nebo jejichž hlavním účelem není dobíjet elektrická vozidla a jež nejsou veřejně přístupná. Provozovatel je povinen podat žádost o připojení u PDS a  zajistí komunikační rozhraní dle specifikace PDS pro sledování a / nebo řízení dobíjení. Wallbox snižuje v porovnání s přenosnými nabíječkami nabíjecí čas několikanásobně. Může být zapojen jednofázově na 220 V nebo třífázově na 400 V až 32 A.
Wallboxy se dají pořídit buďto s integrovaným nabíjecím kabelem, popřípadě zástrčkou Typu 2 / „Mennekes“ do které je možno připojit požadovaný nabíjecí kabel. Jako konektor na straně vozu se dříve používaly konektory Typ 1 / „Yazaki“, ty jsou pomalu nahrazovány univerzálnějším Typem 2 / „Mennekes“. Ceny domácích wallboxů se pohybují od 15 do 60 tisíc korun. V případě starších domů je nutné počítat s dalšími náklady pro úpravu elektroinstalace.

### Veřejné dobíjecí stanice do 22 kW – AC – střídavý proud
Po celé České republice můžeme najít veřejné dobíjecí stanice velkých distributorů jako ČEZ, PRE či E.ON, tak i stanice soukromé. Každý majitel dobíjecí stanice má jiná pravidla nabíjení. Někde je možné se připojit zcela zdarma, u některých stanic je třeba využívat předplacených karet / čipů.
Většina dobíjecích stanic neobsahuje připojovací kabely. Tyto kabely musí mít každý majitel elektromobilu vlastní.

### Rychlodobíjecí stanice do 43 kW – AC – střídavý proud
Tyto rychlé stanice typu AC jsou poměrně novou záležitostí a jsou kompatibilní s minimem elektromobilů. O něco běžnější je typ DC. Kvůli vysokému proudu jsou AC stanice vybaveny kabelem s neodnímatelným konektorem Typu 2 / „Mennekes“.

### Veřejné rychlodobíjecí stanice do 150 kW – DC – stejnosměrný proud
Tyto velmi rychlé dobíjecí stanice poskytují stejnosměrný proud, který dodává příkon až 150 kW. V České republice jsou standardem 50 kW rychlonabíjecí stanice, což je také maximální hodnota, kterou dokáže využít většina elektromobilů, podporujících rychlonabíjení. Na českém trhu se aktuálně prodávají pouze dva typy automobilů, které dokáží přijmout až 175 kW. Jde o Audi e-tron a Teslu Model 3.
Veřejné rychlodobíjecí stanice DC stanice jsou vybaveny integrovaným kabelem s neodnímatelným konektorem CHAdeMO a devítípinový CCS (Combo).

### Superchargery Tesla
Samostatnou kapitolou jsou takzvané Superchargery od společnosti Tesla. Tyto stanice jsou nejvíce rozšířené v USA. Převažují tam konektory NACS. V Evropě konektory Combined Charging System (CCS). Superchargery se nacházejí i v České republice. Tato síť stanic se nejvíce rozšiřuje díky samotné značce Tesla. V tuto chvíli nabízí nabíjení příkonem 150 kW, výjimečně (verze 3) i 250 kW.

### Rychlonabíječky FastCharge (450 kW)
Rychlonabíječka Fast Charge byla představena automobilkami BMW a Porsche. Při testování s BMW i3 s baterií o kapacitě 57 kWh se podařilo ji dobít z 10 % na 80 % za 15 minut – to představuje 100 km dojezdu za pouhé tři minuty nabíjení.

## Doba využívání
Dobu využívání dobíjecí stanice určuje potřebný nabíjecí výkon vozů i příkon samotné dobíjecí stanice.

#### Prodloužení dojezdu
Rychlonabíjecí stanice podél hlavních silničních tras mají mít co největší výkon, alespoň 50 kW. Jejich využití odpovídá průběžnému tankování paliva při delších cestách s přestávkou na oddych řidiče, tedy od čtvrt do jedné hodiny.

#### Destinační dobíjení
Dobu parkování před pracovištěm, nákupním střediskem, kinem, sportovištěm atd. je možné využít k dobití baterie elektromobilu. Používané systémy jsou většinou do 50 kW AC.

#### Dobíjení doma
V „domovském přístavu“ se předpokládá delší doba pobytu a možnost „domácího“ dobíjení bude zjevně mít váhu při rozhodování o pořízení elektromobilu. Obvykle stačí nabíječky se střídavým proudem (AC) s výkonem do 22 kW, což má výhodu jak v nižších investičních nákladech tak v delší životnosti baterií při nabíjení menším proudem.
Nabíjení střídavým proudem vyžaduje, aby byl každý elektromobil nebo tzv. plug-in hybrid (PHEV) vybaven palubní nabíjecí jednotkou (OBC, on-board charger), což je v podstatě usměrňovač a střídač (invertor) s vestavěnou inteligencí, která umožňuje přizpůsobit se jak jednofázové tak i třífázové přípojce o napětí, které je v dané zemi běžně k dispozici (tj. v Evropě 1x 230 V 50 Hz nebo 3x 400 V 50 Hz).

## Dobíjecí stanice v Česku a v EU
Stále se rozšiřující síť nabíjecích stanic snižuje problém omezeného dojezdu některých elektromobilů. V současnosti[kdy?][kde?] je podle databáze MPO 131 veřejných stanic, ale celkem je okolo 470 stanic. Celkový počet 470 stanic zahrnuje všechny dobíjecí stanice pro elektromobily, které jsou veřejně přístupné (veřejné dobíjecí stanice) a stanice, které jsou přístupné za určitých podmínek širšímu okruhu uživatelů (např. hotely, restaurace, sportoviště). Nejsou zahrnuty však dobíjecí stanice, které jsou určeny jen pro firemní zaměstnance.

Volkswagen Group se spolu se automobilkami BMW, Daimler AG a Ford podílí na společném projektu pro výstavbu rychlonabíjecí vysokovýkonné sítě na důležitých evropských silnicích. V Česku má na základě této iniciativy do roku 2020 vzniknout 1200 dobíjecích stanic.
Skupina ČEZ provozuje v Česku síť dobíjecích stanic. Počet těchto stanic byl zhruba 85 v listopadu 2017 a do roku 2020 by se měl rozšířit o dalších 63.

Příklady dobíjecích stanic
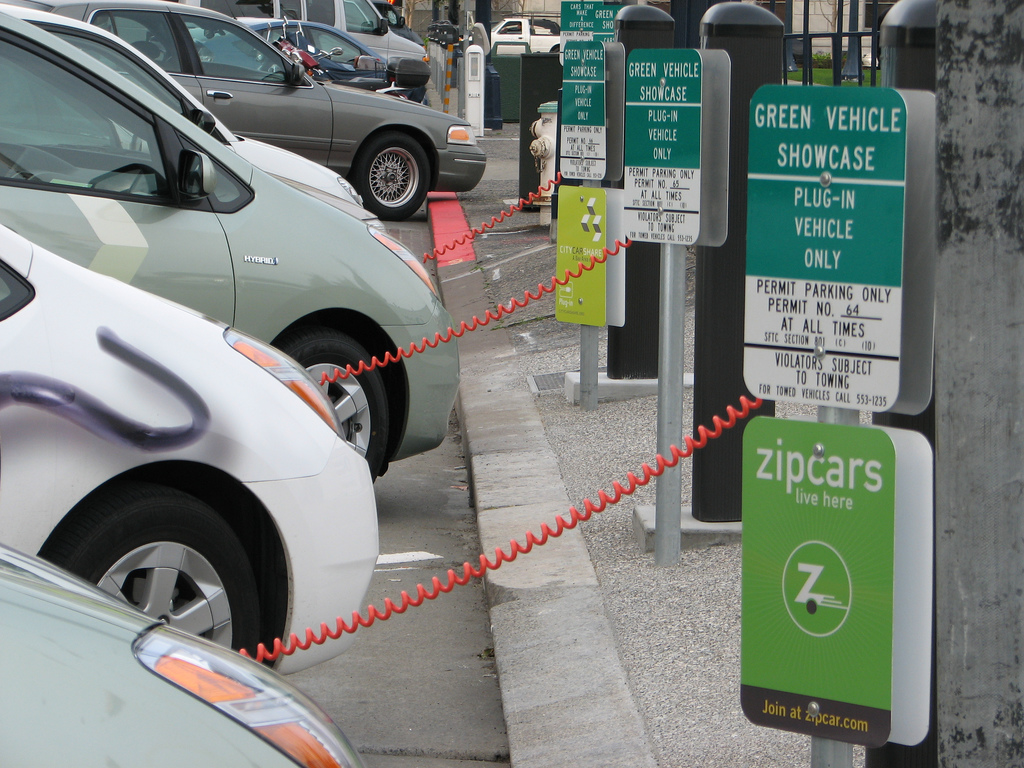
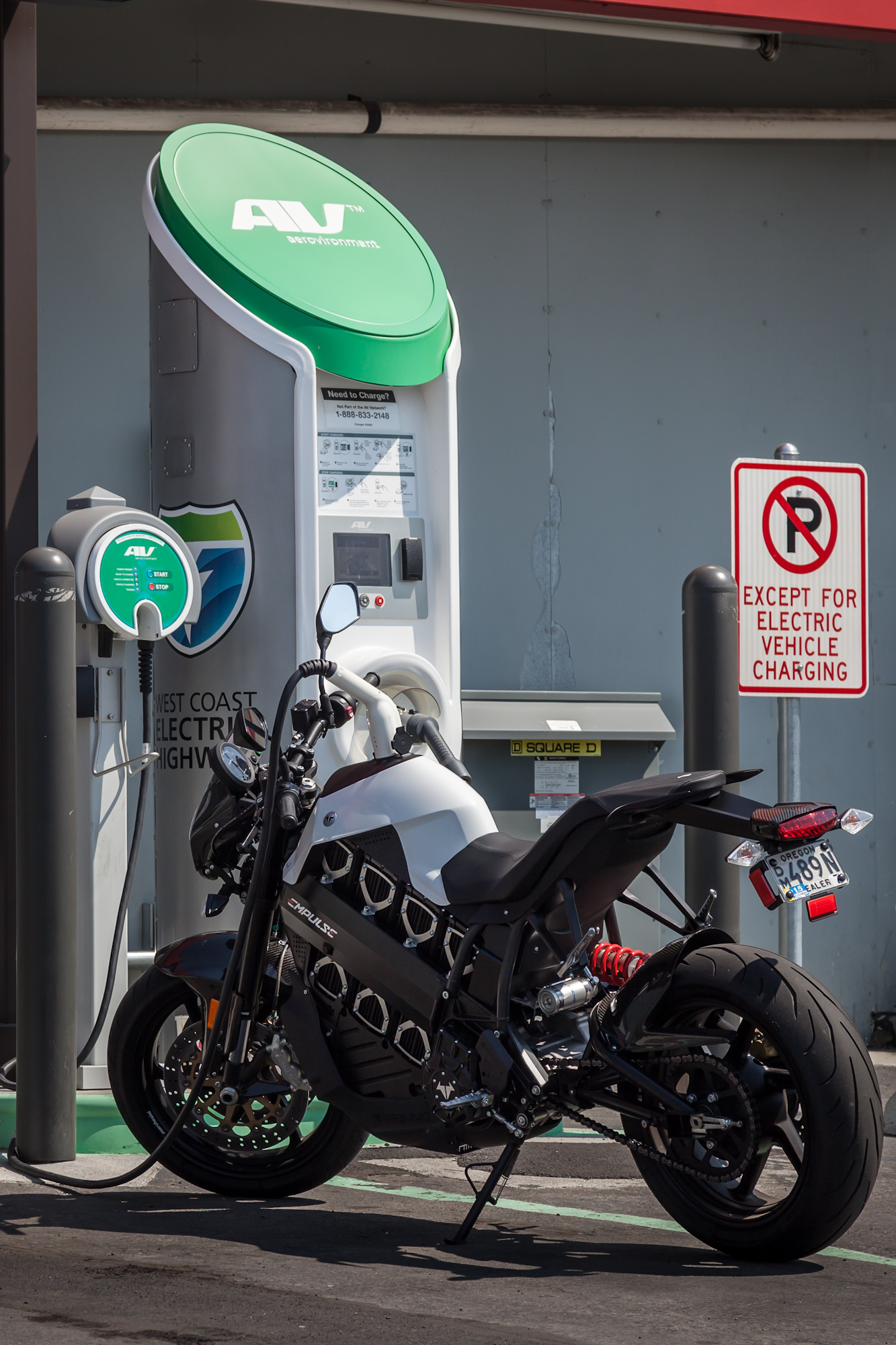
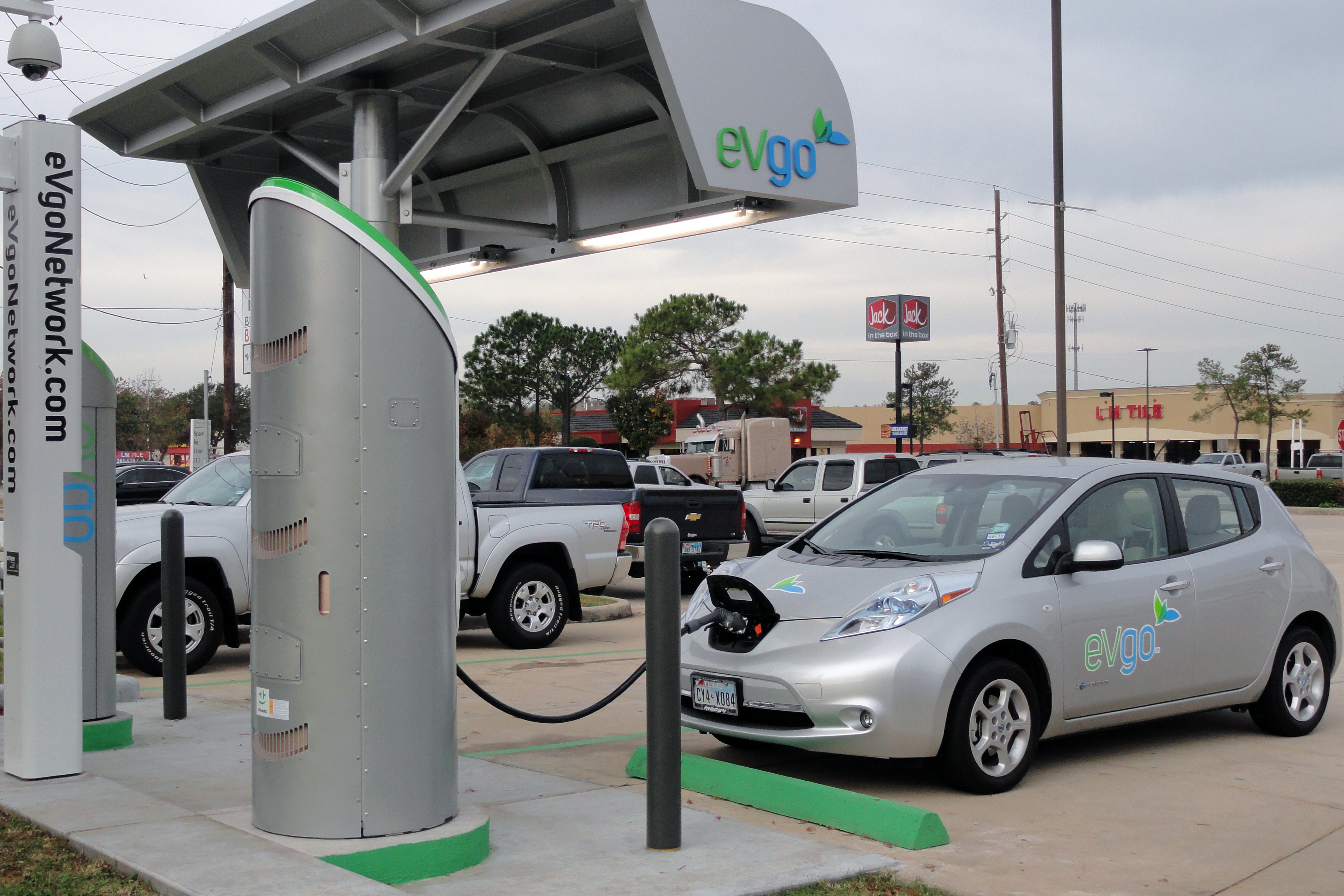

## Očekávaná budoucnost
Dobíjecí stojany a palubní jednotku bude možné výhledově zkonstruovat tak, aby odčerpávaly přebytek výkonu v síti v určený čas podle dálkového povelu (noci s malým odběrem nebo působení obnovitelných zdrojů jako jsou větrné elektrárny).
Již dnes[kdy?] se začínají v Číně nabízet palubní nabíjecí jednotky s obousměrným tokem energie, takže z baterie elektromobilu je možné v odlehlých oblastech čerpat elektřinu pro menší spotřebiče, v budoucnu i podpořit nebo vytvořit lokální elektrickou síť.
Očekává se, že trh s dobíjecími zařízeními bude v USA do roku 2040 dosáhne hodnoty 100 miliard dolarů.